# Harland and Wolff
Les chantiers Harland and Wolff sont des chantiers navals spécialisés dans la réparation navale, la construction navale et offshore situés à Belfast, Arnish, Appledore et Methil. Fondés en 1861, ils ont construit de nombreux navires, dont la plupart des paquebots de la White Star Line (avec laquelle ils avaient un accord), en particulier l’Olympic et ses sister-ships, le Titanic et le Britannic. Les chantiers sont connus pour leurs deux grues jaunes, symboles du patrimoine industriel de Belfast.
Nationalisés en 1977, les chantiers ont ensuite été privatisés en 1989. Au début du XXIe siècle, les chantiers Harland & Wolff, qui appartiennent alors au groupe norvégien Fred. Olsen Energy, construisent des pétroliers.
En décembre 2024, Navantia annonce l'acquisition de Harland & Wolff et ses 4 chantiers navals au Royaume-Uni.

## Histoire

### Fondation et débuts

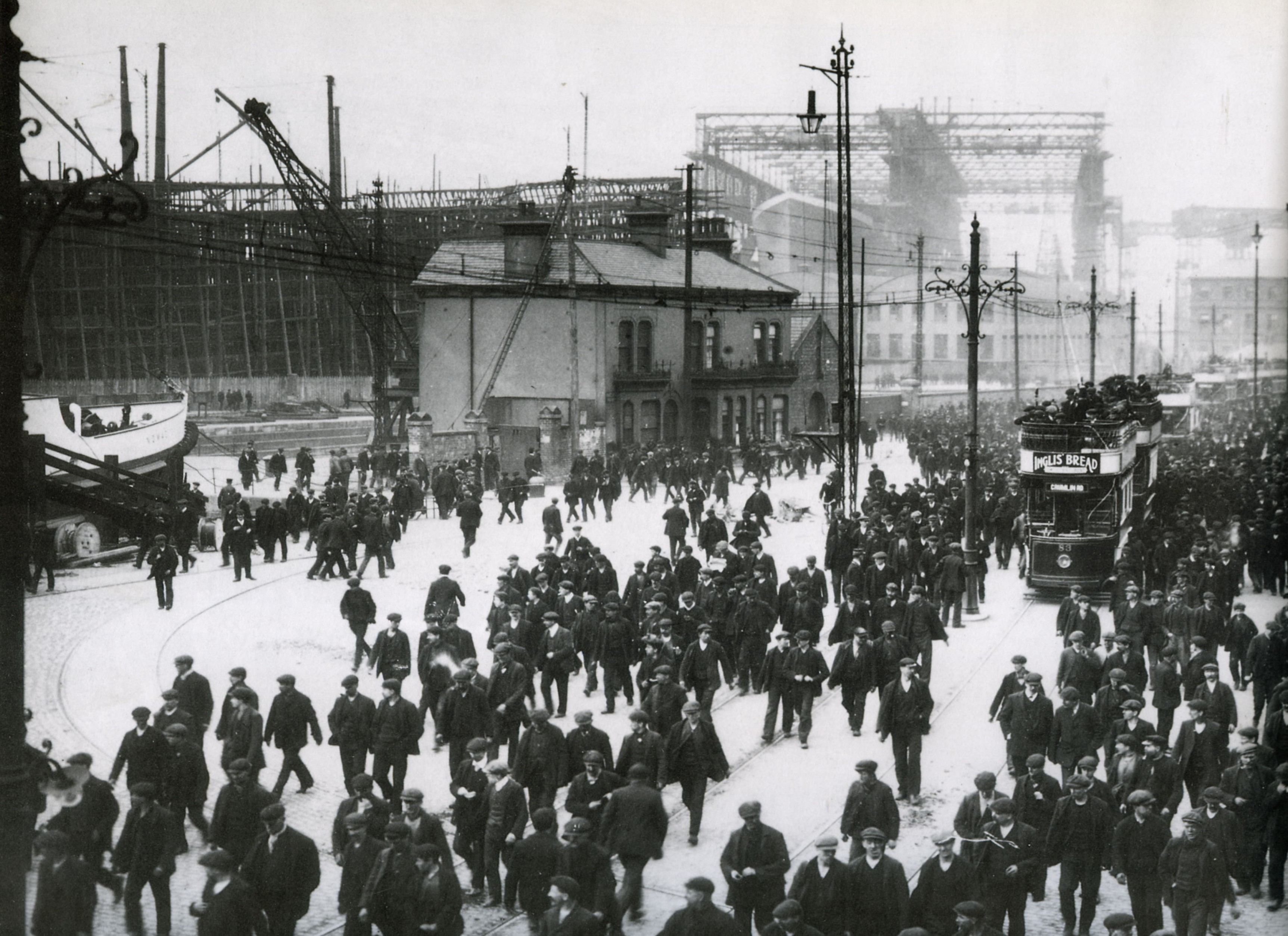
La sortie des chantiers Harland & Wolff durant la construction du Titanic.

Les chantiers navals Harland & Wolff sont fondés en 1861 par Edward James Harland (1831 - 1895) et Gustav Wilhelm Wolff (1834 - 1913). Harland était auparavant employé d'un chantier naval situé au même emplacement sous la direction de Robert Hickson. Il le lui avait racheté en 1857 pour 5 000 livres sterling avec l'aide de G.C. Schwabe, un armateur de Liverpool. Les trois premiers navires sont construits pour la Bibby Line, compagnie maritime dans laquelle Schwabe est impliqué. En 1861, Harland s'associe donc avec Gustav Wolff, financier allemand de Hambourg et neveu de Schwabe.
Le chantier produit alors des navires de bonne qualité, proposant certaines innovations comme les ponts en acier et les coques à fond plat, qui assurent une plus grande capacité et une plus grande solidité aux navires. En 1870, les chantiers construisent un premier navire pour la White Star Line, récemment acquise par Thomas Henry Ismay : l’Oceanic. Par la suite, les chantiers construisent la plupart des navires de la compagnie, dont les cinq sister-ships de l’Oceanic.
À la mort de Harland, en 1894, William James Pirrie lui succède à la tête des chantiers jusqu'à sa mort en 1924. Son neveu, Thomas Andrews, prend alors une place prédominante dans la conception des navires du chantier dont il devient le manager général et l'architecte en 1907. Il participe ainsi à la construction des Big Four de la White Star.
Les activités des chantiers sont florissantes : en 1904, lors de l'entrée de la White Star Line au sein de l'International Mercantile Marine Company, Pirrie négocie un partenariat de dix ans avec le trust, assurant aux chantiers la construction de tous les navires de l'IMM et de ses filiales, dont la Royal Mail Steam Packet Company.
En 1907, Pirrie et Joseph Bruce Ismay, président de la White Star Line, une des plus grosses compagnies maritimes, décident de la construction de trois navires aux proportions inégalées : l’Olympic, le Titanic et le Gigantic. Ces navires sont conçus par Alexander Carlisle et Thomas Andrews, et construits de 1908 à 1915. Leur construction demande la construction d'un portique Arrol de taille inégalée.
Au cours des années 1920, Harland and Wolff adopte une politique de recrutement stricte empêchant les catholiques de travailler pour l'entreprise, réservant les emplois aux seuls protestants.

### Les deux guerres mondiales

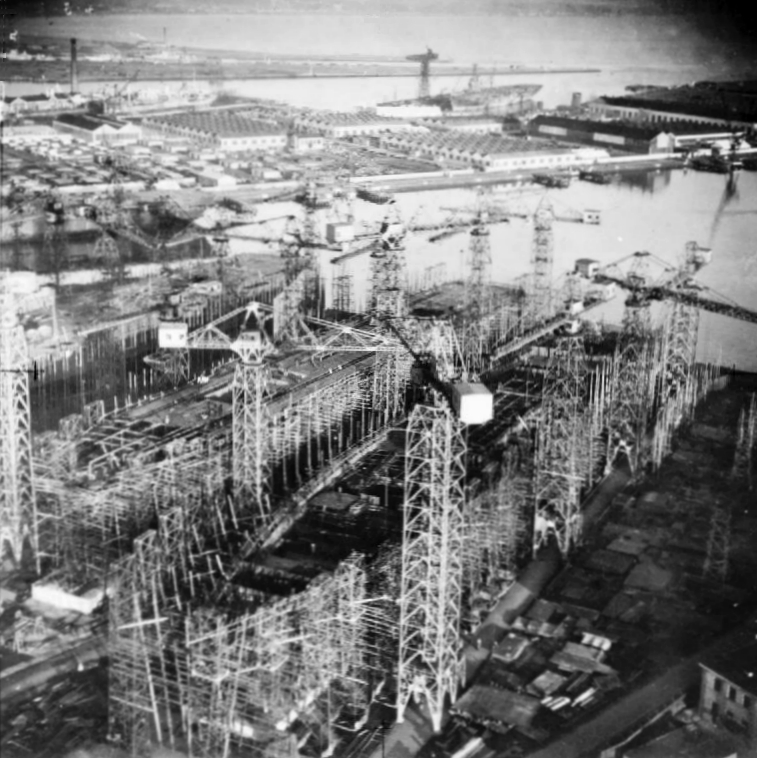
Porte-avions de classe Majestic en construction en date du 16 novembre 1944, à gauche le et à droite le.

Au début de la Première Guerre mondiale, à la fin de juillet 1914, l'entreprise employait un total de 24 425 personnes dans toute l'organisation. À la fin d'octobre, l'effectif tombe 18 412 personnes • Cependant, en octobre 1914, H&W s'est vu confier la tâche inhabituelle de convertir dix paquebots en navires de combat factices pour le contingent de services spéciaux. Plus d'hommes ont dû être recrutés et à la fin de l'année, le nombre d'employés avait atteint plus de 20 000.
Les chantiers Harland & Wolff participent également à l'effort de guerre en construisant des croiseurs et des navires de type Monitor — ils construisent notamment le HMS Glorious. Un nouveau chantier est construit durant cette période à l'est, de l'autre côté du canal de Musgrave. Par la suite, la compagnie se lance également dans la construction d'avions en association avec la société Short Brothers, formant Short & Harland Limited en 1936. La première commande porte sur 189 bombardiers Handley Page Hereford pour la Royal Air Force. Durant la Seconde Guerre mondiale, les chantiers produisent des Short Stirling pour remplacer les Hereford retirés du service.
Pendant cette période, les chantiers construisent également six porte-avions, deux croiseurs et 131 autres navires. Ils participent également à la réparation de 22 000 navires et produisent des pièces d'artillerie. Le chantier de Queen's Island est bombardé par la Luftwaffe en 1941 et l'usine d'avions est détruite. C'est cependant durant cette période que le chantier atteint son effectif le plus élevé, avec 35 000 hommes à son service.

### Après la Seconde Guerre mondiale

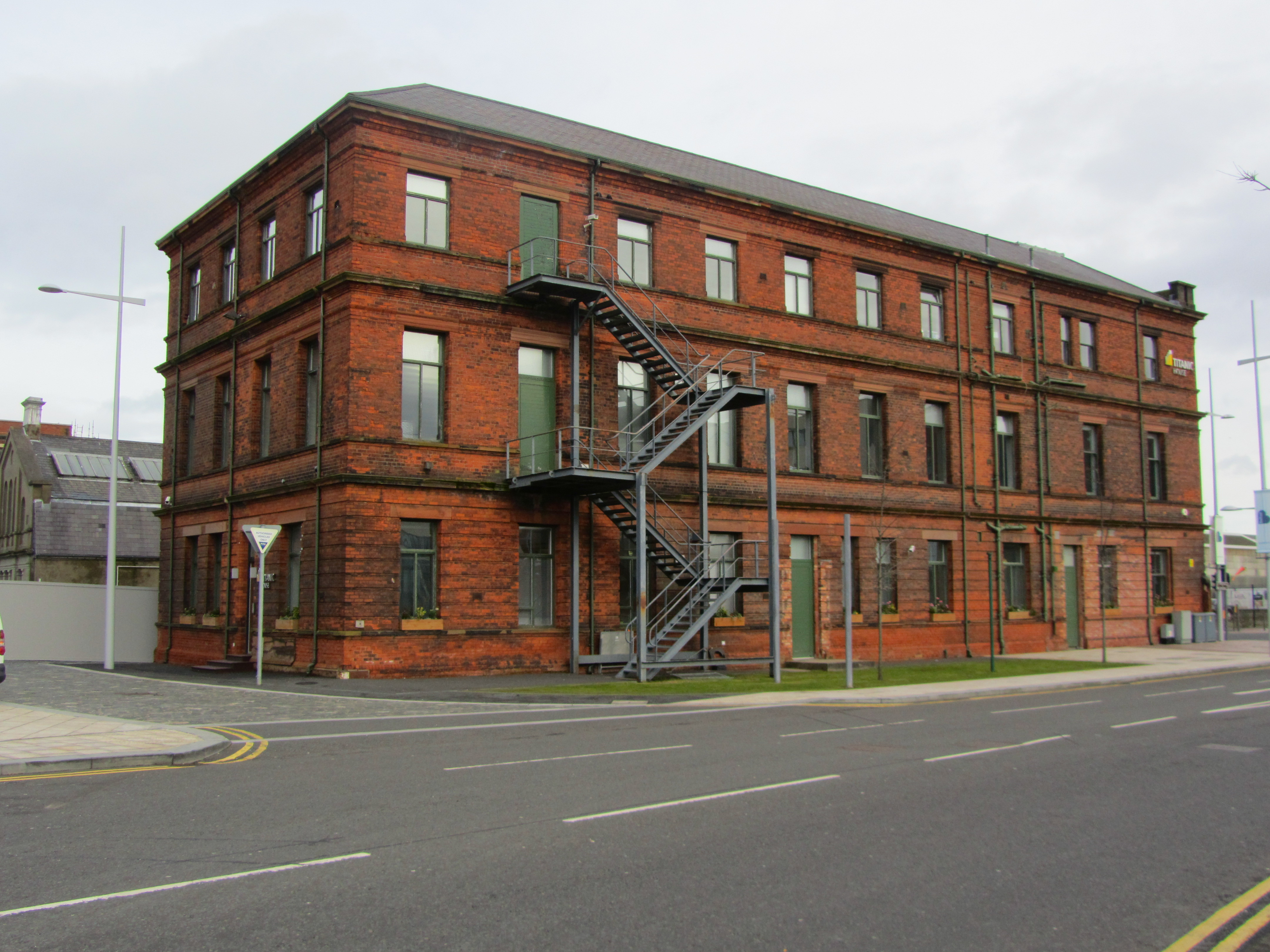
Le bâtiment historique abritant les bureaux des chantiers Harland and Wolff, en 2016.

Après la Seconde Guerre mondiale, la concurrence de l'avion sonne le glas du règne du paquebot. La construction navale britannique souffre aussi de la concurrence asiatique, en particulier du Japon. Les commandes déclinent et le chantier naval lance en 1960 son dernier paquebot, l' Arlanza, pour le compte de la Royal Mail Line.
La compagnie survit grâce à la construction de cargos mais aussi de plateformes pétrolières et de pétroliers supertankers. Le Myrina, construit en 1960, est le premier.
Le dernier des 174 bateaux livrés à la Royal Navy par ce chantier depuis 1868 l'est en 1969.
La compagnie vit surtout des subsides que verse l'État britannique afin de préserver les emplois. Mais la crise des années 1970, qui affecte en particulier la construction des pétroliers après le premier choc pétrolier de 1973, est fatale à l'entreprise qui est nationalisée en 1977.
En 1989, la compagnie, dont la main d'œuvre a chuté à 3 000 employés, est rachetée par un partenariat privé contrôlé notamment par un magnat de l'industrie navale norvégienne, Fred Olsen. La compagnie devient la Harland and Wolff Holdings Plc.
La nouvelle compagnie se relance dans la construction de pétroliers, les Sueztankers, capables de franchir le canal de Suez et se spécialise dans le matériel pétrolier et gazier offshore. Cependant, elle échoue contre sa rivale française, les Chantiers de l'Atlantique, à décrocher le contrat du prestigieux nouveau paquebot de la Cunard Line : le Queen Mary 2[réf. souhaitée].
Elle se diversifie dans l'énergie éolienne et de génie maritime mais périclite dans les années 2010. Placé en redressement judiciaire en août 2019, elle est sauvée de la faillite grâce à son rachat le 1er octobre 2019 pour 6 millions de livres sterling (6,8 millions d’euros) par la société d’infrastructures énergétiques britannique Infrastrata.
En décembre 2024, Navantia annonce l'acquisition de Harland & Wolff et ses 4 chantiers navals au Royaume-Uni.

### GoliathetSamson
Deux imposantes grues sont construites par Harland and Wolff au cours des années 1960 et 1970 dans l'une des cales du chantier naval. La première grue, essentiellement réalisée par Harland and Wolff en juillet 1969, mesure 96 mètres de hauteur et est surnommée Goliath. La deuxième grue, surnommée Samson, est intégralement construite par Krupp en mai 1974. Samson mesure quant à elle 106 mètres de haut. Les grues ont la particularité d'être alimentées en électricité à l'aide d'un moteur Diesel installé en haut de celles-ci. Les deux grues sont protégées depuis 2003 au titre des monuments classés d'Irlande du Nord.

Grues Harland and Wolff
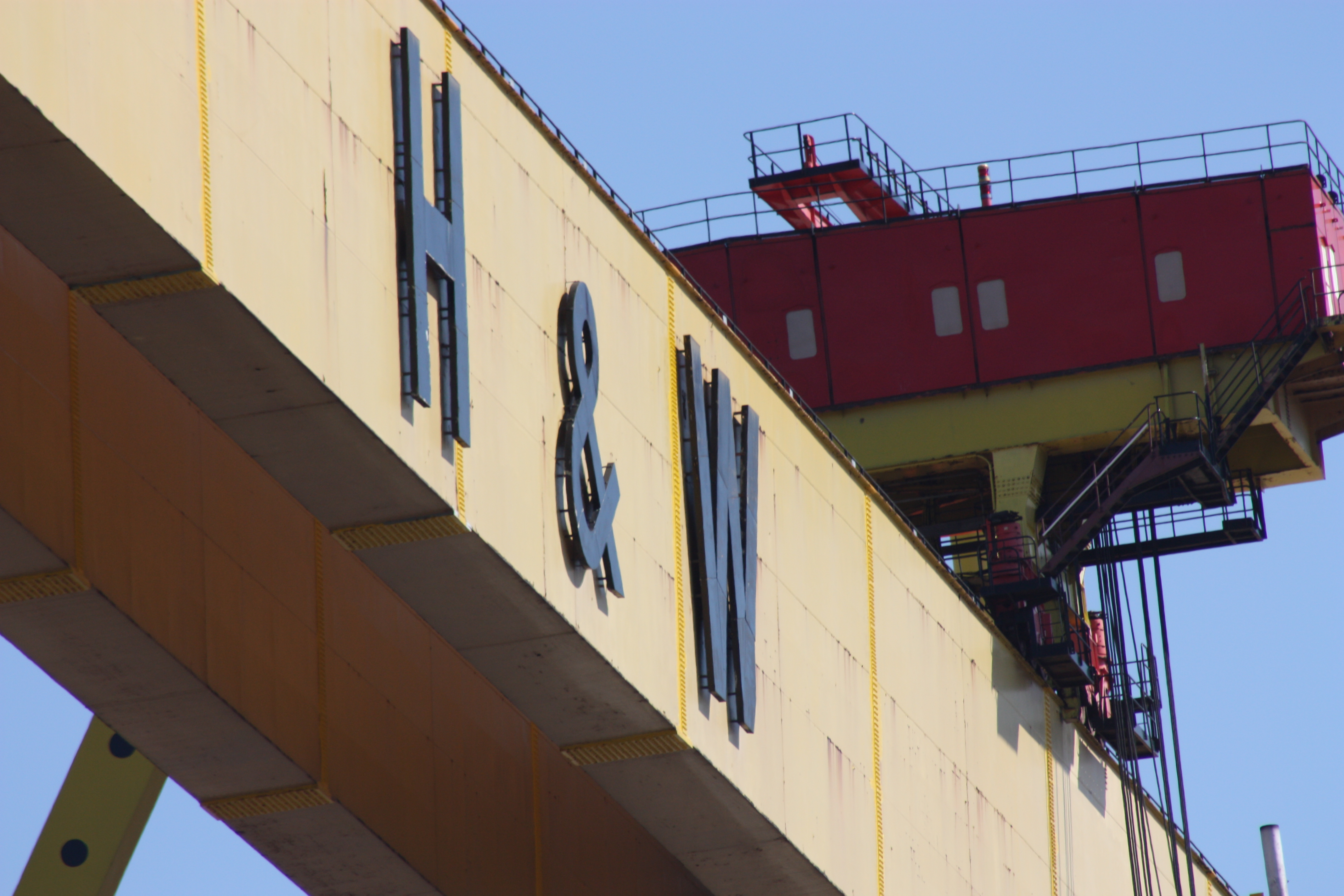
Cabine en haut des grues
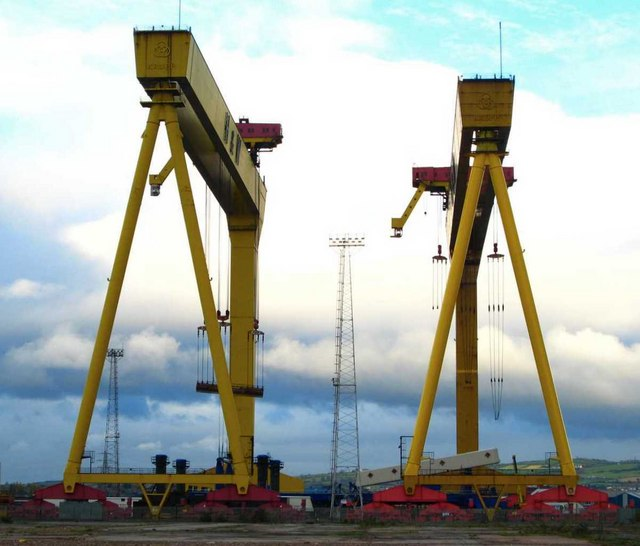
Vue des deux grues
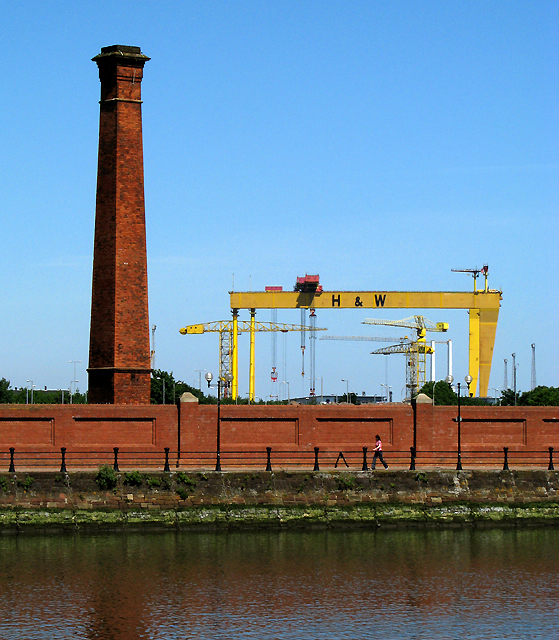
Au premier plan, une ancienne cheminée de l'usine Sirocco Works
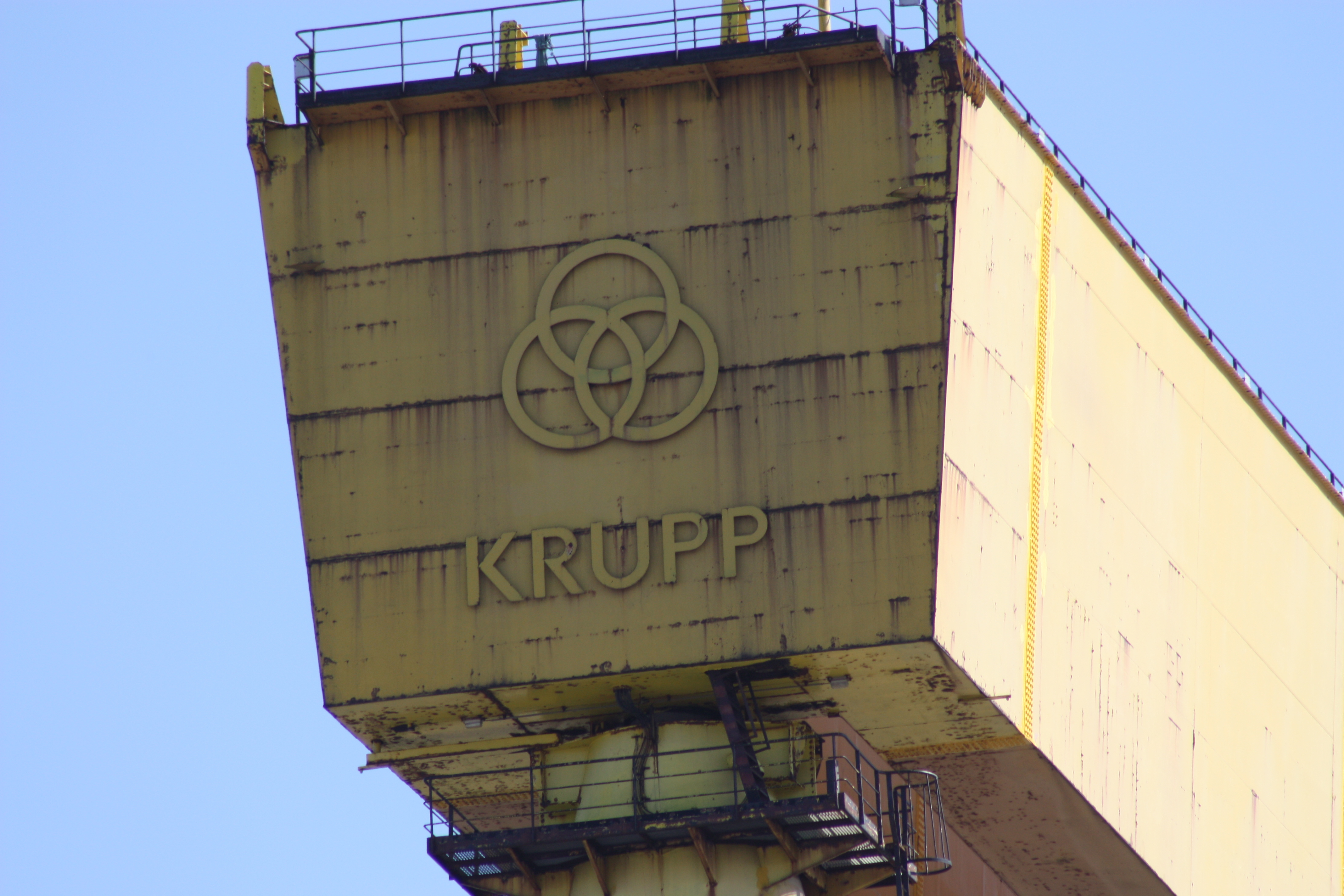
Détail
Publicité faisant référence aux grues

## Archives et documents
Les archives relatives à Harland & Wolff sont conservées par les Archives de l'Université de Glasgow (GUAS). Une collection de documents d'Harland & Wolff est conservée à l'Office des archives publiques d'Irlande du Nord (PRONI). Le document "Introduction aux documents d'Harland et Wolff", publié en 2007, explique que les archives détenu par PRONI comprennent environ 2 000 fichiers, 200 volumes et environ 16 000 documents allant de 1861 à 1987, documentant la plupart des aspects de l'histoire de Belfast. Une autre archive importante est conservée au Ulster Folk and Transport Museum. Celui-ci a une collection photographique et une collection de plans de bateau. Environ 8 000 gravures de navires construits par Harland & Wolff couvrant la période 1890-1945 sont conservées en volumes reliés dans la bibliothèque de l'UFTM. Cependant, la collection de plans de navires de l'UFTM n'est actuellement pas disponible pour le public et il n'y a pas de service de copie.